# 克孜勒賈哈馬姆

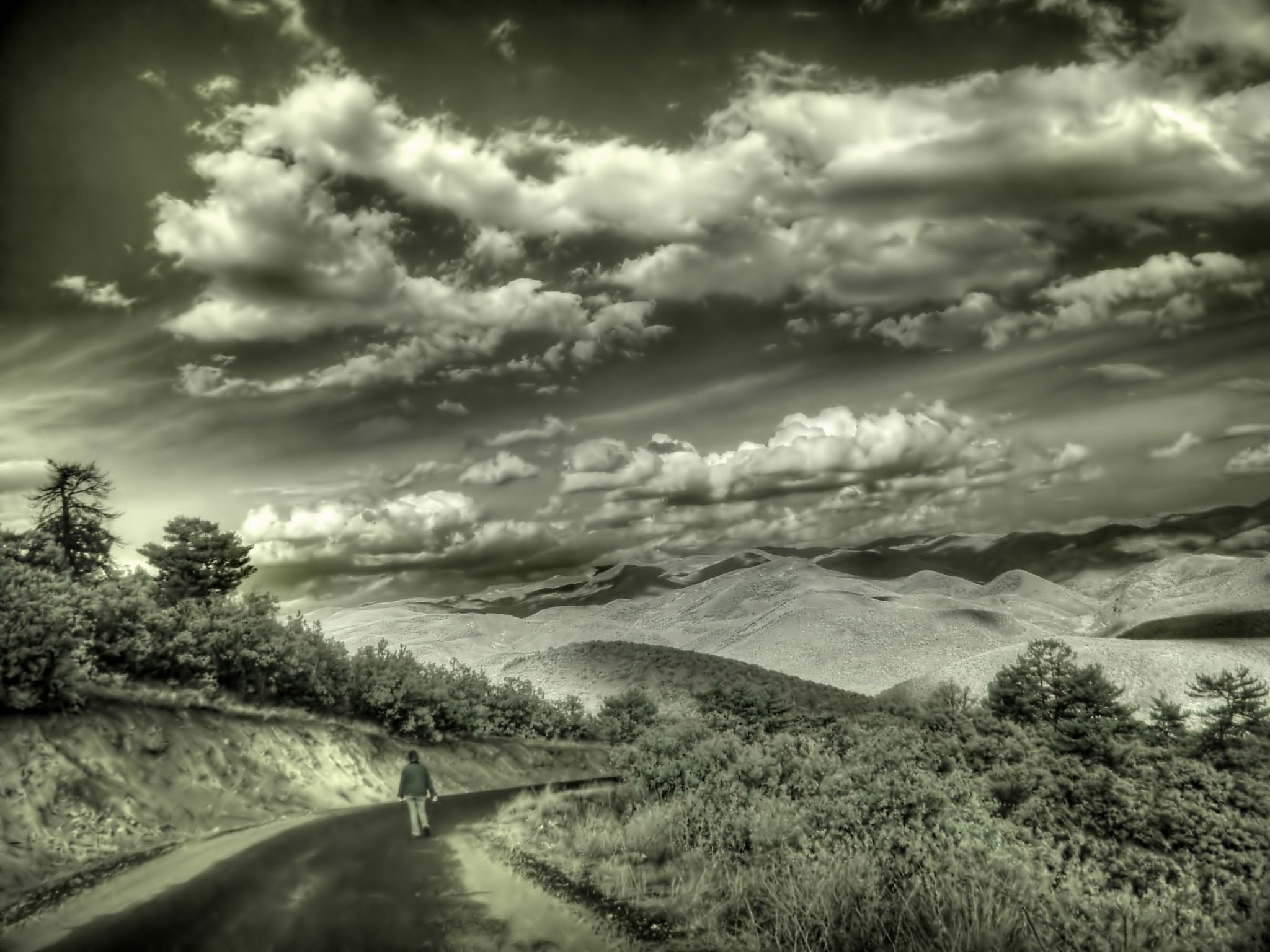

克孜勒賈哈馬姆是土耳其的城鎮，由安卡拉省負責管轄，位於該國北部，距離首府安卡拉70公里，面積1,712平方公里，平均海拔高度975米，2010年人口25,203。

## 外部連結
- District governor's official website（土耳其文）
- （页面存档备份，存于）
- District municipality's official website （页面存档备份，存于） （土耳其文）

40°28′11″N 32°39′02″E / 40.46972°N 32.65056°E